# XO, Kitty
XO, Kitty è una serie televisiva americana creata da Jenny Han per Netflix che ha debuttato il 18 maggio 2023. È uno spin-off della serie di film To All the Boys (a sua volta un adattamento della trilogia di libri To All the Boys I've Loved Before di Han) ed è la prima serie televisiva Netflix a essere spin-off di un film originale Netflix. Han ha funto da sceneggiatore e produttore esecutivo oltre a essere uno showrunner. Anna Cathcart riprende il ruolo principale di Kitty Song Covey, una studentessa delle superiori che intraprende il suo viaggio per trovare il vero amore. La serie vede anche la partecipazione di Gia Kim, Sang Heon Lee, Choi Min-young e Anthony Keyvan. Lo spettacolo ha ricevuto recensioni positive dalla critica.
Nel giugno 2023, la serie è stata rinnovata per una seconda stagione, che ha debuttato il 16 gennaio 2025. Nel febbraio 2025, la serie è stata rinnovata per una terza stagione.

## Interpreti e personaggi

### Principali
- Anna Cathcart è Katherine "Kitty" Song-Covey[6]
- Gia Kim è Yuri Han[7]
- Sang Heon Lee è Min-ho Moon[7]
- Choi Min-young è Dae-heon "Dae" Kim[7]
- Anthony Keyvan è Quincy "Q" Shabazian[7]
- Peter Thurnwald è il Professor Alex Finnerty Lee[7]
- Regan Aliyah è Juliana Porter[7]
- Philippe Lee è Young Moon (stagione 2)
- Audrey Huynh è Esther Shim / Stella Cho (stagione 2)

### Ricorrenti
- Yunjin Kim è il Director Ji-na Lim (stagione 1)[7]
- Michael K. Lee è il Professor Daniel Lee[7]
- Jocelyn Shelfo è Madison Miller[7]
- Lee Sung-wook è Mr. Kim[8]
- Théo Augier Bonaventure è Florian (stagione 1)[8]
- Lee Hyung-chul è Mr. Han (stagioni 1-2)[8]
- Sunny Oh è Mi-hee Yoon[8]
- Ryu Han-bi è Eunice Kang[8][9]
- Sasha Bhasin as Praveena Bhakti (stagioni 2-3)
- Joshua Lee as Jintaek "Jin" Lee (stagioni 2-3)

### Ospiti
- John Corbett è Dan Covey (stagione 1)[8]
- Sarayu Blue è Trina Rothschild (stagione 1)[8]
- Han Chae-young è Dami (stagione 1), la madre di Min-ho[10]
- Ok Taec-yeon è Ocean Park (stagione 1)[10]
- Chaerin from Cherry Bullet è Lulu (stagione 1)[11]
- Peniel Shin è Joon Ho Moon (stagione 2)
- Noah Centineo è Peter Kavinsky (stagione 2)
- Janel Parrish è Margot Song-Covey (stagione 2)

## Episodi
| Stagione         | Episodi | Pubblicazione originale | Pubblicazione italiana |
| ---------------- | ------- | ----------------------- | ---------------------- |
| Prima stagione   | 10      | 2023                    | 2023                   |
| Seconda stagione | 8       | 2025                    | 2025                   |

## Produzione
Nel marzo 2021, venne annunciato che era in fase di sviluppo uno spin-off della serie di film To All the Boys. La serie è stata sviluppata come esclusiva Netflix, dalla Awesomeness e ACE Entertainment. La scrittrice Jenny Han, autrice dei libri dai quali sono stati tratti i film, venne indicata come creatrice, scrittrice e produttrice esecutiva della serie, oltre ad essere l'autrice della sceneggiatura dell'episodio pilota. Venne anche segnalato che Anna Cathcart avrebbe ripreso il suo ruolo di Kitty Song Covey. Sei mesi dopo, la Netflix ordinò la realizzazione di dieci episodi e diede l'annuncio di altri membri della troupe. Sascha Rothchild e Matt Kaplan si sono uniti a Han come produttori esecutivi, mentre il primo è anche lo showrunner insieme a Han. Il 5 aprile 2022 venne annunciato che Choi Min-yeong, Anthony Keyvan, Gia Kim, Sang Heon Lee, Peter Thurnwald e Regan Aliyah sono stati scelti come attori fissi della serie mentre Yunjin Kim, Michael K. Lee e Jocelyn Shelfo si sarebbero uniti al cast in ruoli ricorrenti.. A quella data, la produzione era iniziata a Seoul.
Il 14 giugno 2023, la Netflix ha rinnovato la serie per una seconda stagione. Il 25 aprile 2024, è stato annunciato che la produzione della seconda stagione era iniziata a Seul. Il 14 febbraio 2025, Netflix ha rinnovato la serie per una terza stagione. Le riprese della terza stagione sono iniziate a maggio 2025 a Seul.

## Distribuzione
XO, Kitty è stata presentata in anteprima su Netflix il 18 maggio 2023. La seconda stagione della serie è stata presentata in anteprima il 16 gennaio 2025.